# Caedicia albidiceps
Caedicia albidiceps är en insektsart som först beskrevs av Walker, F. 1869.  Caedicia albidiceps ingår i släktet Caedicia och familjen vårtbitare. Inga underarter finns listade i Catalogue of Life.